# العلاقات الأردنية اللاوسية
العلاقات الأردنية اللاوسية هي العلاقات الثنائية التي تجمع بين الأردن ولاوس.

## مقارنة بين البلدين
هذه مقارنة عامة ومرجعية للدولتين:
| وجه المقارنة                                              | الأردن                   | لاوس        |
| --------------------------------------------------------- | ------------------------ | ----------- |
| المساحة (كم2)                                             | 89.34 ألف                | 236.80 ألف  |
| عدد السكان (نسمة)                                         | 9.81 مليون               | 6.86 مليون  |
| الكثافة السكانية (ن./كم²)                                 | 109.81                   | 28.97       |
| العاصمة                                                   | عمان                     | فيينتيان    |
| اللغة الرسمية                                             | اللغة العربية            | اللغة اللاو |
| العملة                                                    | دينار أردني              | كيب لاوي    |
| الناتج المحلي الإجمالي (بليون دولار)                      | 40.07 مليار              | 16.85 مليار |
| الناتج المحلي الإجمالي (تعادل القوة الشرائية) بليون دولار | 82.80 مليار              | 38.71 مليار |
| الناتج المحلي الإجمالي الاسمي للفرد دولار أمريكي          | 4.94 ألف                 | 1.82 ألف    |
| الناتج المحلي الإجمالي للفرد دولار أمريكي                 | 12.05 ألف                |             |
| مؤشر التنمية البشرية                                      | 0.748                    | 0.575       |
| رمز المكالمات الدولي                                      | +962                     | +856        |
| رمز الإنترنت                                              | .jo                      | .la         |
| المنطقة الزمنية                                           | ت ع م+02:00، ت ع م+03:00 | ت ع م+07:00 |

## منظمات دولية مشتركة
يشترك البلدان في عضوية مجموعة من المنظمات الدولية، منها:
| علم المنظمة | اسم المنظمة                        | تاريخ انضمام الأردن | تاريخ انضمام لاوس |
| ----------- | ---------------------------------- | ------------------- | ----------------- |
|             | مؤسسة التنمية الدولية              | 4 أكتوبر 1960       | 28 أكتوبر 1963    |
|             | يونسكو                             | 14 يونيو 1950       | 9 يوليو 1951      |
|             | وكالة ضمان الاستثمار متعدد الأطراف | 12 أبريل 1988       | 5 أبريل 2000      |
|             | الأمم المتحدة                      | 14 ديسمبر 1955      | 14 ديسمبر 1955    |
|             | البنك الدولي للإنشاء والتعمير      | 29 أغسطس 1952       | 5 يوليو 1961      |
|             | منظمة حظر الأسلحة الكيميائية       | ?                   | ?                 |
|             | مؤسسة التمويل الدولية              | 20 يوليو 1956       | 29 يناير 1992     |
|             | منظمة الشرطة الجنائية الدولية      | ?                   | ?                 |

## وصلات خارجية
- موقع وزارة الخارجية الأردنية
- موقع وزارة الخارجية اللاوسية